# Ramanantsoavana-Wollmaki

Verbreitungsgebiet (rot)

Der Ramanantsoavana-Wollmaki (Avahi ramantsoavani, Syn.: Avahi ramanantsoavanai) ist eine Primatenart aus der Gruppe der Lemuren. Er wurde erst 2006 als eine vom Östlichen Wollmaki eigenständige Art beschrieben.
Ramanantsoavana-Wollmakis erreichen eine Kopfrumpflänge von rund 28 Zentimetern, der Schwanz misst rund 32 Zentimeter und ihr Gewicht beträgt rund 1,0 Kilogramm. Ihr dichtes, wolliges Fell ist an der Oberseite graubraun – oft mit einem Rotstich und an der Unterseite hellgrau gefärbt. Die Innenseite der Oberschenkel ist weißlich. Der Schwanz ist länger als der Rumpf, er ist buschig und rötlich gefärbt. Das Gesicht ist im Gegensatz zur Oberseite des Kopfes nur mit kurzen Haaren bedeckt, die Augen sind groß und die Schnauze ist kurz.
Ramanantsoavana-Wollmakis kommen wie alle Lemuren nur auf Madagaskar vor, wo sie die Regenwälder an der Ostküste bewohnen. Die genauen Ausmaße ihres Verbreitungsgebietes sind nicht bekannt, bislang ist die Art nur aus dem Manombo-Reservat im Südosten ihrer Heimatinsel bekannt. Über die Lebensweise dieser neu beschriebenen Art ist kaum etwas bekannt, vermutlich stimmt sie mit der der übrigen Wollmakis überein. Demzufolge sind sie nachtaktive Baumbewohner, die sich senkrecht kletternd und springend fortbewegen, sich vorwiegend von Blättern ernähren und in monogamen Familiengruppen leben.
Die IUCN listet die Art unter „gefährdet“ (vulnerable).